# Liste des monuments historiques de l'arrondissement de Mamers

Localisation de l'arrondissement de Mamers en Sarthe

Cet article recense les monuments historiques de l'arrondissement de Mamers, dans le département de la Sarthe, en France.

## Généralités
L'arrondissement de Mamers regroupe le nord de la Sarthe. Il comprend environ un tiers des protections du département.
- Haut – A
- B
- C
- D
- E
- F
- G
- H
- I
- J
- K
- L
- M
- N
- O
- P
- Q
- R
- S
- T
- U
- V
- W
- X
- Y
- Z

## Liste
| Monument                                                                   | Commune                                      | Adresse                                              | Coordonnées                        | Notice         | Protection     | Date             | Illustration                                                              |
| -------------------------------------------------------------------------- | -------------------------------------------- | ---------------------------------------------------- | ---------------------------------- | -------------- | -------------- | ---------------- | ------------------------------------------------------------------------- |
| Église Saint-Denis d'Aillières piscine de la chapelle nord                 | Aillières-Beauvoir                           | Place de l'Église                                    | 48° 24′ 14″ nord, 0° 19′ 31″ est   | « PA00109657 » | Inscrit        | 1927             | Église Saint-Denis d'Aillièrespiscine de la chapelle nord                 |
| Manoir de Couesmes site archéologique, charpente                           | Ancinnes                                     | Couesmes                                             | 48° 21′ 24″ nord, 0° 09′ 24″ est   | « PA72000030 » | Inscrit        | 2005             | Manoir de Couesmessite archéologique, charpente                           |
| Château d'Ardenay                                                          | Ardenay-sur-Mérize                           | Château d'Ardenay                                    | 47° 59′ 30″ nord, 0° 25′ 57″ est   | « PA00109660 » | Inscrit        | 1982             | Château d'Ardenay                                                         |
| Manoir de l'Échenay                                                        | Assé-le-Boisne                               | 6 rue de la Paviotte                                 | 48° 19′ 18″ nord, 0° 00′ 23″ ouest | « PA00109665 » | Inscrit        | 1969             | Manoir de l'Échenay                                                       |
| Manoir de Verdigné jardin, douves                                          | Avesnes-en-Saosnois                          | Verdigné                                             | 48° 15′ 26″ nord, 0° 21′ 22″ est   | « PA72000004 » | Inscrit        | 1997             | Manoir de Verdignéjardin, douves                                          |
| Église Saint-Pierre d'Avezé                                                | Avezé                                        | Rue de l'Église                                      | 48° 13′ 39″ nord, 0° 40′ 32″ est   | « PA00109673 » | Classé         | 1989             | Église Saint-Pierre d'Avezé                                               |
| Tuilerie des Saules logement, four industriel, grange, remise              | Avezé                                        | La Tuilerie des Saules                               | 48° 14′ 34″ nord, 0° 38′ 29″ est   | « PA72000012 » | Inscrit        | 1986             | Tuilerie des Sauleslogement, four industriel, grange, remise              |
| Château de Beaumont-sur-Sarthe                                             | Beaumont-sur-Sarthe                          | 3 rue du Château                                     | 48° 13′ 27″ nord, 0° 07′ 45″ est   | « PA00109684 » | Inscrit        | 1927             | Château de Beaumont-sur-Sarthe                                            |
| Église Notre-Dame de Beaumont-sur-Sarthe porte                             | Beaumont-sur-Sarthe                          | Place du Docteur-Drouin                              | 48° 13′ 32″ nord, 0° 07′ 49″ est   | « PA00109685 » | Inscrit        | 1926             | Église Notre-Dame de Beaumont-sur-Sartheporte                             |
| Pont romain                                                                | Beaumont-sur-Sarthe (également sur Maresché) | Rue Albert Maignan                                   | 48° 13′ 25″ nord, 0° 07′ 49″ est   | « PA00109686 » | Inscrit        | 1988             | Pont romain                                                               |
| Château de Courtanvaux                                                     | Bessé-sur-Braye                              | Courtanvaux                                          | 47° 50′ 39″ nord, 0° 44′ 08″ est   | « PA00109687 » | Classé Inscrit | 1948 1980 2021   | Château de Courtanvaux                                                    |
| Château de Bonnétable                                                      | Bonnétable                                   | 19 rue du Maréchal-Leclerc                           | 48° 10′ 35″ nord, 0° 25′ 33″ est   | « PA00110008 » | Inscrit        | 1991             | Château de Bonnétable                                                     |
| Église Notre-Dame d'Aulaines                                               | Bonnétable                                   | Avenue de la Forêt                                   | 48° 10′ 45″ nord, 0° 26′ 24″ est   | « PA00109688 » | Inscrit        | 1984             | Église Notre-Dame d'Aulaines                                              |
| Église Saint-Jacques de La Bosse                                           | La Bosse                                     | Place de l'Église                                    | 48° 10′ 14″ nord, 0° 31′ 34″ est   | « PA00109689 » | Inscrit        | 1939             | Église Saint-Jacques de La Bosse                                          |
| Église Saint-Pierre de Bouër                                               | Bouër                                        | Place de l'Église                                    | 48° 04′ 56″ nord, 0° 37′ 47″ est   | « PA00109690 » | Inscrit        | 1927             | Église Saint-Pierre de Bouër                                              |
| Château de Bouloire                                                        | Bouloire                                     | Place de l'Église                                    | 47° 58′ 23″ nord, 0° 33′ 21″ est   | « PA00109691 » | Inscrit        | 1926             | Château de Bouloire                                                       |
| Enceinte fortifiée de Bourg-le-Roi, fossés et motte féodale                | Bourg-le-Roi                                 |                                                      | 48° 20′ 53″ nord, 0° 08′ 02″ est   | « PA00109692 » | Inscrit        | 1983             | Enceinte fortifiée de Bourg-le-Roi, fossés et motte féodale               |
| Église Saint-Pierre du Breil-sur-Mérize                                    | Le Breil-sur-Mérize                          | Place Saint-Pierre                                   | 48° 00′ 32″ nord, 0° 28′ 31″ est   | « PA00109693 » | Inscrit        | 1984             | Église Saint-Pierre du Breil-sur-Mérize                                   |
| Château de Bonnétable partie du parc                                       | Briosne-lès-Sables                           |                                                      | 48° 10′ 44″ nord, 0° 24′ 47″ est   | « PA00110009 » | Inscrit        | 1991             | Château de Bonnétablepartie du parc                                       |
| Église Sainte-Marie-Madeleine de La Chapelle-du-Bois                       | La Chapelle-du-Bois                          | Place des Anciens-Combattants                        | 48° 13′ 17″ nord, 0° 35′ 33″ est   | « PA00109704 » | Inscrit        | 1927             | Église Sainte-Marie-Madeleine de La Chapelle-du-Bois                      |
| Église Saint-André de La Chapelle-Huon                                     | La Chapelle-Huon                             | Rue Henri-Menant                                     | 47° 51′ 23″ nord, 0° 44′ 36″ est   | « PA00109705 » | Inscrit        | 1926             | Église Saint-André de La Chapelle-Huon                                    |
| Clocher de l'église Saint-Pierre-et-Saint-Paul de Cherré                   | Cherré                                       |                                                      | 48° 10′ 24″ nord, 0° 39′ 22″ est   | « PA00109718 » | Inscrit        | 1927             | Clocher de l'église Saint-Pierre-et-Saint-Paul de Cherré                  |
| Abbaye Notre-Dame de la Pelice logis abbatial                              | Cherreau                                     | La Plisse                                            | 48° 12′ 07″ nord, 0° 40′ 03″ est   | « PA00109719 » | Inscrit        | 1986             | Abbaye Notre-Dame de la Pelicelogis abbatial                              |
| Église Saint-Symphorien de Cherreau                                        | Cherreau                                     | Place de l'Église                                    | 48° 11′ 34″ nord, 0° 41′ 00″ est   | « PA00109720 » | Inscrit        | 1926             | Église Saint-Symphorien de Cherreau                                       |
| Chapelle de Verniette                                                      | Conlie                                       | Verniette                                            | 48° 06′ 37″ nord, 0° 02′ 19″ ouest | « PA00109723 » | Classé         | 1946             | Chapelle de Verniette                                                     |
| Logis de la Jatterie                                                       | Connerré                                     | La Jatterie                                          | 48° 03′ 06″ nord, 0° 29′ 21″ est   | « PA72000002 » | Inscrit        | 1996             | Logis de la Jatterie                                                      |
| Ancien auditoire de justice                                                | Contilly                                     | Rue de la Valériane                                  | 48° 24′ 02″ nord, 0° 22′ 09″ est   | « PA72000055 » | Inscrit        | 16 février 2018  | Ancien auditoire de justice                                               |
| Église Saint-Denis de Cormes                                               | Cormes                                       | Place Saint-Denis                                    | 48° 10′ 10″ nord, 0° 42′ 13″ est   | « PA00109724 » | Inscrit        | 1926             | Église Saint-Denis de Cormes                                              |
| Église Saint-Martin des Loges                                              | Coudrecieux                                  | Les Loges                                            | 47° 58′ 55″ nord, 0° 36′ 11″ est   | « PA00109725 » | Inscrit        | 1952             | Église Saint-Martin des Loges                                             |
| Manoir de la Cour                                                          | Coudrecieux                                  | 9 rue de la Cour                                     | 47° 59′ 31″ nord, 0° 37′ 57″ est   | « PA72000031 » | Inscrit        | 2005             | Manoir de la Cour                                                         |
| Château                                                                    | Courcival                                    | Château de Courcival                                 | 48° 13′ 36″ nord, 0° 23′ 42″ est   | « PA72000043 » | Inscrit        | 2011             | Château                                                                   |
| Église Saint-Martin-de-Tours de Courgenard                                 | Courgenard                                   | Place de l'Église                                    | 48° 09′ 07″ nord, 0° 44′ 12″ est   | « PA00109730 » | Classé         | 1995             | Église Saint-Martin-de-Tours de Courgenard                                |
| Prieuré de Mayanne                                                         | Dangeul                                      | Mayanne                                              | 48° 14′ 27″ nord, 0° 16′ 10″ est   | « PA00109733 » | Classé         | 2013             | Prieuré de Mayanne                                                        |
| Château de Dehault                                                         | Dehault                                      | Le Château                                           | 48° 12′ 29″ nord, 0° 34′ 15″ est   | « PA00109734 » | Inscrit        | 1981             | Château de Dehault                                                        |
| Chapelle Notre-Dame de l'Habit                                             | Domfront-en-Champagne                        | L'Habit                                              | 48° 06′ 50″ nord, 0° 00′ 40″ est   | « PA00109740 » | Inscrit        | 1972             | Chapelle Notre-Dame de l'Habit                                            |
| Église Saint-Front de Domfront-en-Champagne                                | Domfront-en-Champagne                        | Place de l'Église                                    | 48° 06′ 20″ nord, 0° 01′ 34″ est   | « PA00109741 » | Inscrit        | 1939             | Église Saint-Front de Domfront-en-Champagne                               |
| Manoir de l'Habit                                                          | Domfront-en-Champagne                        | L'Habit                                              | 48° 06′ 51″ nord, 0° 00′ 42″ est   | « PA00109742 » | Inscrit        | 1944             | Manoir de l'Habit                                                         |
| Presbytère de Domfront-en-Champagne                                        | Domfront-en-Champagne                        | 4 place de l'Église                                  | 48° 06′ 22″ nord, 0° 01′ 32″ est   | « PA00109743 » | Classé         | 1992             | Presbytère de Domfront-en-Champagne                                       |
| Église Saint-Cyr-et-Sainte-Julitte de Duneau                               | Duneau                                       | Place de l'Église                                    | 48° 04′ 09″ nord, 0° 31′ 11″ est   | « PA00109745 » | Inscrit        | 1926 2015        | Église Saint-Cyr-et-Sainte-Julitte de Duneau                              |
| Pierre couverte                                                            | Duneau                                       | Pierre Couverte                                      | 48° 03′ 14″ nord, 0° 31′ 14″ est   | « PA00109744 » | Classé         | 1889             | Pierre couverte                                                           |
| Pierre Fiche                                                               | Duneau                                       | Pierrefiche                                          | 48° 03′ 35″ nord, 0° 31′ 25″ est   | « PA00109746 » | Classé         | 1889             | Pierre Fiche                                                              |
| Église Saint-Martin d'Évaillé                                              | Évaillé                                      | Place de la Mairie                                   | 47° 54′ 02″ nord, 0° 37′ 52″ est   | « PA00109748 » | Inscrit        | 1926             | Église Saint-Martin d'Évaillé                                             |
| Château de la Ferté-Bernard chapelle Saint-Lyphard, oratoire, château fort | La Ferté-Bernard                             | 1 rue du Château 6 rue du Château 5 cour du Pavillon | 48° 11′ 05″ nord, 0° 39′ 12″ est   | « PA00109750 » | Classé Inscrit | 1981 1992        | Château de la Ferté-Bernardchapelle Saint-Lyphard, oratoire, château fort |
| Église Notre-Dame-des-Marais de La Ferté-Bernard                           | La Ferté-Bernard                             | Place Carnot                                         | 48° 11′ 10″ nord, 0° 39′ 12″ est   | « PA00109751 » | Classé         | 1840             | Église Notre-Dame-des-Marais de La Ferté-Bernard                          |
| Église Saint-Antoine-de-Rochefort de La Ferté-Bernard                      | La Ferté-Bernard                             | Place Victor-Hugo                                    | 48° 11′ 15″ nord, 0° 38′ 29″ est   | « PA00109752 » | Inscrit        | 1986             | Église Saint-Antoine-de-Rochefort de La Ferté-Bernard                     |
| Fontaine Carnot                                                            | La Ferté-Bernard                             | Place Carnot                                         | 48° 11′ 09″ nord, 0° 39′ 12″ est   | « PA00109996 » | Inscrit        | 1989             | Fontaine Carnot                                                           |
| Halles de La Ferté-Bernard                                                 | La Ferté-Bernard                             | Rue Delaborde Rue Carnot Place de la Lice            | 48° 11′ 07″ nord, 0° 39′ 14″ est   | « PA00109753 » | Inscrit        | 1973             | Halles de La Ferté-Bernard                                                |
| Hôtel Courtin de Torsay bibliothèque                                       | La Ferté-Bernard                             | 50 rue d'Huisne                                      | 48° 11′ 09″ nord, 0° 39′ 10″ est   | « PA00125652 » | Inscrit        | 1993             | Hôtel Courtin de Torsaybibliothèque                                       |
| Maison du 10 rue Carnot                                                    | La Ferté-Bernard                             | 10 rue Carnot                                        | 48° 11′ 08″ nord, 0° 39′ 14″ est   | « PA00109755 » | Inscrit        | 1926             | Maison du 10 rue Carnot                                                   |
| Maison du 7 rue Carnot                                                     | La Ferté-Bernard                             | 7 rue Carnot                                         | 48° 11′ 08″ nord, 0° 39′ 14″ est   | « PA00109754 » | Inscrit        | 1926             | Maison du 7 rue Carnot                                                    |
| Maison du 15 rue d'Huisne poteau sculpté                                   | La Ferté-Bernard                             | 15 rue d'Huisne                                      | 48° 11′ 12″ nord, 0° 39′ 07″ est   | « PA00109756 » | Inscrit        | 1929             | Maison du 15 rue d'Huisnepoteau sculpté                                   |
| Porte Saint-Julien                                                         | La Ferté-Bernard                             | Rue d'Huisne Place Saint-Julien                      | 48° 11′ 12″ nord, 0° 39′ 04″ est   | « PA00109757 » | Classé         | 1875             | Porte Saint-Julien                                                        |
| La Cave du Lion                                                            | Fresnay-sur-Sarthe                           | Ruelle du Lion derrière le 14 place Thiers           | 48° 16′ 52″ nord, 0° 01′ 11″ est   | « PA72000020 » | Inscrit        | 2002             | La Cave du Lion                                                           |
| Château de Fresnay-sur-Sarthe                                              | Fresnay-sur-Sarthe                           | Place de Bassum                                      | 48° 16′ 54″ nord, 0° 01′ 04″ est   | « PA00109766 » | Inscrit        | 1926             | Château de Fresnay-sur-Sarthe                                             |
| Église Notre-Dame de Fresnay-sur-Sarthe                                    | Fresnay-sur-Sarthe                           | Place de l'Église Place de la République             | 48° 16′ 51″ nord, 0° 01′ 15″ est   | « PA00109767 » | Classé         | 1912             | Église Notre-Dame de Fresnay-sur-Sarthe                                   |
| Camp de Saint-Evroult                                                      | Gesnes-le-Gandelin                           | Saint-Evroult                                        | 48° 21′ 19″ nord, 0° 02′ 53″ est   | « PA00109769 » | Classé Inscrit | 1982             | Image manquante Téléverser                                                |
| Église Saint-Pierre de Gesnes-le-Gandelin                                  | Gesnes-le-Gandelin                           | Place de l'Église                                    | 48° 21′ 20″ nord, 0° 00′ 57″ est   | « PA00109768 » | Inscrit        | 1927             | Église Saint-Pierre de Gesnes-le-Gandelin                                 |
| Logis de la Pinellière                                                     | Gréez-sur-Roc                                | La Pinellière                                        | 48° 07′ 22″ nord, 0° 48′ 28″ est   | « PA00109997 » | Inscrit        | 1989             | Logis de la Pinellière                                                    |
| Édifice gallo-romain heptagonal de Juillé                                  | Juillé                                       | Le Vieux Château                                     | 48° 14′ 40″ nord, 0° 07′ 19″ est   | « PA00109774 » | Classé         | 1988             | Édifice gallo-romain heptagonal de Juillé                                 |
| Vieux château                                                              | Juillé                                       | Le Vieux Château                                     | 48° 14′ 40″ nord, 0° 07′ 19″ est   | « PA00109774 » | Inscrit        | 2016             | Vieux château                                                             |
| Église Saint-Martin de Lamnay                                              | Lamnay                                       | Place de l'Église                                    | 48° 07′ 01″ nord, 0° 42′ 12″ est   | « PA00132711 » | Inscrit        | 1994             | Église Saint-Martin de Lamnay                                             |
| Église Saint-Pierre de Lavaré                                              | Lavaré                                       | Place de l'Église                                    | 48° 03′ 14″ nord, 0° 38′ 44″ est   | « PA00109775 » | Classé         | 2004             | Église Saint-Pierre de Lavaré                                             |
| Château de Lauresse                                                        | Lombron                                      | Loresse                                              | 48° 04′ 23″ nord, 0° 25′ 43″ est   | « PA00109777 » | Inscrit        | 1970             | Image manquante Téléverser                                                |
| Église Saint-Martin de Lombron                                             | Lombron                                      | Place de l'Église                                    | 48° 04′ 44″ nord, 0° 25′ 05″ est   | « PA00109778 » | Inscrit        | 1973             | Église Saint-Martin de Lombron                                            |
| Château du Luart                                                           | Le Luart                                     | Le Château                                           | 48° 03′ 58″ nord, 0° 34′ 42″ est   | « PA00109998 » | Inscrit        | 1989             | Château du Luart                                                          |
| Église Notre-Dame de Mamers                                                | Mamers                                       | Rue du 115e-Régiment-d'Infanterie                    | 48° 21′ 06″ nord, 0° 22′ 25″ est   | « PA00109794 » | Classé         | 1911             | Église Notre-Dame de Mamers                                               |
| Église Saint-Nicolas de Mamers portail occidental                          | Mamers                                       | Entre 27 et 28 place Carnot                          | 48° 21′ 01″ nord, 0° 22′ 13″ est   | « PA00109795 » | Inscrit Classé | 1989 1992        | Église Saint-Nicolas de Mamersportail occidental                          |
| Halle aux grains de Mamers                                                 | Mamers                                       | Place Carnot                                         | 48° 21′ 01″ nord, 0° 22′ 12″ est   | « PA00109796 » | Inscrit        | 1973             | Halle aux grains de Mamers                                                |
| Hôtel d'Espagne                                                            | Mamers                                       | 37 place Carnot                                      | 48° 21′ 05″ nord, 0° 22′ 12″ est   | « PA00109797 » | Inscrit        | 1988             | Hôtel d'Espagne                                                           |
| Manoir de la Bussonnière                                                   | Maresché                                     | La Bussonnière                                       | 48° 12′ 32″ nord, 0° 07′ 09″ est   | « PA00109878 » | Inscrit        | 1981             | Image manquante Téléverser                                                |
| Pont romain                                                                | Maresché (également sur Beaumont-sur-Sarthe) | Rue du Pont-Romain                                   | 48° 13′ 25″ nord, 0° 07′ 49″ est   | « PA00109879 » | Inscrit        | 1988             | Pont romain                                                               |
| Prieuré Saint-Symphorien de Marolles-les-Braults                           | Marolles-les-Braults                         | Saint-Symphorien                                     | 48° 14′ 33″ nord, 0° 18′ 50″ est   | « PA00135559 » | Inscrit        | 1995             | Prieuré Saint-Symphorien de Marolles-les-Braults                          |
| Château du Vieux-Lavardin                                                  | Mézières-sous-Lavardin                       | Le Vieux-Lavardin                                    | 48° 09′ 02″ nord, 0° 02′ 35″ est   | « PA00135560 » | Inscrit        | 1995             | Château du Vieux-Lavardin                                                 |
| Manoir de la Corbinière                                                    | Mézières-sous-Lavardin                       | La Corbinière                                        | 48° 09′ 47″ nord, 0° 03′ 18″ est   | « PA00109882 » | Inscrit        | 1984             | Manoir de la Corbinière                                                   |
| Manoir de Mézières-sous-Lavardin élévation                                 | Mézières-sous-Lavardin                       |                                                      | à géolocaliser                     | « PA00109881 » | Inscrit        | 1929             | Image manquante Téléverser                                                |
| Église Saint-Mamert de Ponthouin                                           | Mézières-sur-Ponthouin                       |                                                      | 48° 12′ 44″ nord, 0° 17′ 34″ est   | « PA72000050 » | Inscrit        | 2016             | Image manquante Téléverser                                                |
| Commanderie du Gué-Lian                                                    | Moitron-sur-Sarthe                           | La Commanderie                                       | 48° 15′ 16″ nord, 0° 03′ 16″ est   | « PA72000032 » | Inscrit        | 2005             | Commanderie du Gué-Lian                                                   |
| Manoir de Combres                                                          | Moitron-sur-Sarthe                           | Combre                                               | 48° 15′ 37″ nord, 0° 04′ 34″ est   | « PA72000013 » | Inscrit        | 1999             | Image manquante Téléverser                                                |
| Église Saint-Pierre-et-Saint-Paul de Moncé-en-Saosnois                     | Moncé-en-Saosnois                            | Place Sainte-Anne                                    | 48° 16′ 26″ nord, 0° 23′ 23″ est   | « PA72000023 » | Inscrit        | 2002             | Église Saint-Pierre-et-Saint-Paul de Moncé-en-Saosnois                    |
| Église Notre-Dame de Montfort-le-Rotrou                                    | Montfort-le-Gesnois                          | Place Notre-Dame                                     | 48° 02′ 58″ nord, 0° 24′ 12″ est   | « PA72000037 » | Inscrit        | 2007             | Église Notre-Dame de Montfort-le-Rotrou                                   |
| Église Notre-Dame de Saussay                                               | Montfort-le-Gesnois                          | Saussay                                              | 48° 03′ 56″ nord, 0° 23′ 21″ est   | « PA00109883 » | Inscrit        | 1973             | Image manquante Téléverser                                                |
| Pont romain                                                                | Montfort-le-Gesnois                          | R.D. 20                                              | 48° 02′ 46″ nord, 0° 25′ 05″ est   | « PA00109884 » | Inscrit        | 1927             | Pont romain                                                               |
| Château de Montigny                                                        | Montigny (Villeneuve-en-Perseigne)           |                                                      | 48° 27′ 26″ nord, 0° 10′ 59″ est   | « PA72000052 » | Inscrit        | 2016             | Château de Montigny                                                       |
| Château de Montmirail                                                      | Montmirail                                   | Place du Château                                     | 48° 06′ 12″ nord, 0° 47′ 25″ est   | « PA00109885 » | Inscrit        | 1964 1995 1996   | Château de Montmirail                                                     |
| Manoir de Bernay grange                                                    | Montreuil-le-Chétif                          | Bernay                                               | 48° 13′ 59″ nord, 0° 01′ 58″ ouest | « PA72000038 » | Inscrit        | 2008             | Image manquante Téléverser                                                |
| Abbaye de Perseigne                                                        | Neufchâtel-en-Saosnois                       | Perseigne                                            | 48° 23′ 24″ nord, 0° 15′ 42″ est   | « PA00109888 » | Inscrit        | 1932             | Abbaye de Perseigne                                                       |
| Château de la Renaudière                                                   | Neuvy-en-Champagne                           | La Renaudière                                        | 48° 03′ 35″ nord, 0° 00′ 17″ ouest | « PA00110010 » | Inscrit        | 1991             | Image manquante Téléverser                                                |
| Église Saint-Laurent de Neuvy-en-Champagne                                 | Neuvy-en-Champagne                           | Place de l'Église                                    | 48° 04′ 52″ nord, 0° 02′ 25″ ouest | « PA00109889 » | Classé         | 1894             | Église Saint-Laurent de Neuvy-en-Champagne                                |
| Église Saint-Jouin-de-Marnes de Nogent-le-Bernard                          | Nogent-le-Bernard                            | Place de l'Église                                    | 48° 14′ 09″ nord, 0° 29′ 24″ est   | « PA00109890 » | Classé         | 1911             | Église Saint-Jouin-de-Marnes de Nogent-le-Bernard                         |
| Menhir de Courtevrais                                                      | Nogent-le-Bernard                            | Courtevais                                           | 48° 13′ 16″ nord, 0° 28′ 52″ est   | « PA00109891 » | Classé         | 1983             | Menhir de Courtevrais                                                     |
| Église Saint-Pierre de Nuillé-le-Jalais                                    | Nuillé-le-Jalais                             | Rue du Rougerai Impasse des tilleuls                 | 48° 01′ 10″ nord, 0° 28′ 54″ est   | « PA00109893 » | Inscrit        | 1984             | Église Saint-Pierre de Nuillé-le-Jalais                                   |
| Presbytère de Nuillé-le-Jalais                                             | Nuillé-le-Jalais                             | 2 rue du Sablon                                      | 48° 01′ 11″ nord, 0° 28′ 55″ est   | « PA00109894 » | Inscrit        | 1984             | Presbytère de Nuillé-le-Jalais                                            |
| Fanum d'Oisseau-le-Petit                                                   | Oisseau-le-Petit                             | R.D. 124 V.C. 402                                    | 48° 20′ 47″ nord, 0° 04′ 30″ est   | « PA00109895 » | Classé         | 1987             | Fanum d'Oisseau-le-Petit                                                  |
| Presbytère d'Oisseau-le-Petit                                              | Oisseau-le-Petit                             | 8 rue du Verger                                      | 48° 20′ 53″ nord, 0° 05′ 04″ est   | « PA00109896 » | Inscrit        | 1977             | Presbytère d'Oisseau-le-Petit                                             |
| Église Saint-Jouin de Peray église, cimetière                              | Peray                                        | R.D. 109 Dans le bourg                               | 48° 14′ 53″ nord, 0° 21′ 50″ est   | « PA72000016 » | Inscrit Classé | 2000 2003        | Église Saint-Jouin de Perayéglise, cimetière                              |
| Chapelle Saint-Léger de Piacé                                              | Piacé                                        | Saint-Léger                                          | 48° 15′ 38″ nord, 0° 06′ 30″ est   | « PA00109904 » | Inscrit        | 1988             | Chapelle Saint-Léger de Piacé                                             |
| Presbytère de Pizieux                                                      | Pizieux                                      | R.D. 260 R.D. 131                                    | 48° 19′ 20″ nord, 0° 19′ 52″ est   | « PA00109907 » | Inscrit        | 1926             | Presbytère de Pizieux                                                     |
| Église Saint-Pierre-et-Saint-Paul de Préval                                | Préval                                       | Place Abbé-Brière                                    | 48° 14′ 13″ nord, 0° 37′ 26″ est   | « PA00109915 » | Inscrit        | 1927             | Église Saint-Pierre-et-Saint-Paul de Préval                               |
| Château d'Eporcé                                                           | La Quinte                                    | Éporcé                                               | 48° 02′ 51″ nord, 0° 01′ 53″ est   | « PA00110002 » | Inscrit        | 1989             | Château d'Eporcé                                                          |
| Église Saint-Pierre de René                                                | René                                         | Place de l'Église                                    | 48° 16′ 42″ nord, 0° 13′ 19″ est   | « PA72000024 » | Inscrit        | 2002             | Église Saint-Pierre de René                                               |
| Halles de René                                                             | René                                         | Place des Halles                                     | 48° 16′ 44″ nord, 0° 13′ 20″ est   | « PA00109916 » | Inscrit        | 1984             | Halles de René                                                            |
| Église Saint-Hermès de Rouessé-Fontaine                                    | Rouessé-Fontaine                             | Place de la 2e-D.B.                                  | 48° 19′ 22″ nord, 0° 09′ 02″ est   | « PA00109920 » | Classé         | 1914             | Église Saint-Hermès de Rouessé-Fontaine                                   |
| Prieuré Saint-Augustin de Rouessé-Fontaine                                 | Rouessé-Fontaine                             | Ruelle du Presbytère                                 | 48° 19′ 22″ nord, 0° 09′ 08″ est   | « PA00109921 » | Inscrit        | 1974             | Image manquante Téléverser                                                |
| Abbaye de Champagne                                                        | Rouez-en-Champagne                           | L'Abbaye de Champagne                                | 48° 08′ 11″ nord, 0° 04′ 16″ ouest | « PA00109922 » | Inscrit        | 1932             | Abbaye de Champagne                                                       |
| Château de Saint-Aignan                                                    | Saint-Aignan                                 | Rue du Château                                       | 48° 12′ 43″ nord, 0° 20′ 30″ est   | « PA00109927 » | Inscrit Classé | 1988 1994        | Château de Saint-Aignan                                                   |
| Église Saint-Aubin de Saint-Aubin-des-Coudrais                             | Saint-Aubin-des-Coudrais                     | Place de l'Église                                    | 48° 10′ 20″ nord, 0° 35′ 16″ est   | « PA00109928 » | Classé         | 1976             | Église Saint-Aubin de Saint-Aubin-des-Coudrais                            |
| Château de Perrochel                                                       | Saint-Aubin-de-Locquenay                     | Perrochel                                            | 48° 15′ 16″ nord, 0° 01′ 43″ est   | « PA00109929 » | Inscrit        | 1974             | Image manquante Téléverser                                                |
| Église Notre-Dame de Saint-Calais                                          | Saint-Calais                                 | Place du Cardinal-Dubois Rue du Chanoine-Boutton     | 47° 55′ 18″ nord, 0° 44′ 45″ est   | « PA00109930 » | Classé         | 1840             | Église Notre-Dame de Saint-Calais                                         |
| Halles aux grains de Saint-Calais                                          | Saint-Calais                                 | 6014 rue du Théâtre                                  | 47° 55′ 16″ nord, 0° 44′ 36″ est   | « PA00109931 » | Inscrit        | 1987             | Halles aux grains de Saint-Calais                                         |
| Église de la Trinité de Saint-Célerin                                      | Saint-Célerin                                | Entre 2 et 4 rue Principale                          | 48° 07′ 23″ nord, 0° 25′ 53″ est   | « PA00109932 » | Inscrit        | 1984             | Église de la Trinité de Saint-Célerin                                     |
| Manoir du Bois-Doublet                                                     | Saint-Célerin                                | Bois-Doublé                                          | 48° 07′ 47″ nord, 0° 26′ 10″ est   | « PA72000003 » | Inscrit        | 1996             | Image manquante Téléverser                                                |
| Église Saint-Christophe de Saint-Christophe-du-Jambet                      | Saint-Christophe-du-Jambet                   | Place de l'Église                                    | 48° 13′ 54″ nord, 0° 02′ 12″ est   | « PA00109936 » | Classé         | 1912             | Église Saint-Christophe de Saint-Christophe-du-Jambet                     |
| Église Saint-Médard de Champaissant                                        | Saint-Cosme-en-Vairais                       | Place Saint-Médard                                   | 48° 16′ 25″ nord, 0° 26′ 49″ est   | « PA00109700 » | Inscrit        | 1927             | Église Saint-Médard de Champaissant                                       |
| Église Saint-Denis de Saint-Denis-des-Coudrais                             | Saint-Denis-des-Coudrais                     | Rue de l'Église                                      | 48° 08′ 59″ nord, 0° 30′ 22″ est   | « PA72000041 » | Inscrit        | 2008             | Église Saint-Denis de Saint-Denis-des-Coudrais                            |
| Église Sainte-Cérotte de Sainte-Cérotte                                    | Sainte-Cérotte                               | Rue de l'Église Rue Molière                          | 47° 54′ 03″ nord, 0° 41′ 19″ est   | « PA00109933 » | Inscrit        | 1926             | Église Sainte-Cérotte de Sainte-Cérotte                                   |
| Manoir de la Chevallerie                                                   | Sainte-Cérotte                               | La Chevallerie                                       | 47° 54′ 07″ nord, 0° 39′ 28″ est   | « PA00109934 » | Classé Inscrit | 1986             | Manoir de la Chevallerie                                                  |
| Église Sainte-Osmane de Sainte-Osmane                                      | Sainte-Osmane                                | Place de l'Église                                    | 47° 53′ 26″ nord, 0° 36′ 34″ est   | « PA00109951 » | Inscrit        | 1926             | Église Sainte-Osmane de Sainte-Osmane                                     |
| Église Saint-Georges de Saint-Georges-du-Rosay                             | Saint-Georges-du-Rosay                       | Place de l'Église                                    | 48° 11′ 58″ nord, 0° 30′ 07″ est   | « PA00109940 » | Classé         | 1994             | Église Saint-Georges de Saint-Georges-du-Rosay                            |
| Église Saint-Germain de Saint-Germain-sur-Sarthe portail                   | Saint-Germain-sur-Sarthe                     | Impasse de l'Église Place Maurice-Perruchet          | 48° 17′ 08″ nord, 0° 05′ 44″ est   | « PA00109942 » | Inscrit        | 1927             | Église Saint-Germain de Saint-Germain-sur-Sartheportail                   |
| Église Saint-Gervais-et-Saint-Protais de Saint-Gervais-de-Vic              | Saint-Gervais-de-Vic                         | Place de l'Église                                    | 47° 53′ 14″ nord, 0° 44′ 21″ est   | « PA00109943 » | Inscrit        | 1927             | Église Saint-Gervais-et-Saint-Protais de Saint-Gervais-de-Vic             |
| Manoir de la Béchuère                                                      | Saint-Gervais-de-Vic                         | La Béchuère                                          | 47° 51′ 59″ nord, 0° 43′ 32″ est   | « PA00109944 » | Inscrit        | 1979             | Manoir de la Béchuère                                                     |
| Église Saint-Jean-Baptiste des Échelles                                    | Saint-Jean-des-Échelles                      | Place des Souvenirs                                  | 48° 07′ 47″ nord, 0° 42′ 47″ est   | « PA72000057 » | Inscrit        | 1er octobre 2018 | Église Saint-Jean-Baptiste des Échelles                                   |
| Manoir de Linthe                                                           | Saint-Léonard-des-Bois                       | Linthe                                               | 48° 20′ 50″ nord, 0° 04′ 42″ ouest | « PA00109947 » | Inscrit        | 1984             | Manoir de Linthe                                                          |
| Chapelle Saint-Julien de Saint-Marceau                                     | Saint-Marceau                                | Entre 2 et 4 chemin de Vauvel                        | 48° 10′ 44″ nord, 0° 07′ 32″ est   | « PA00109948 » | Inscrit        | 1976             | Chapelle Saint-Julien de Saint-Marceau                                    |
| Château de Saint-Mars                                                      | Saint-Mars-la-Brière                         | Le Château                                           | 48° 01′ 32″ nord, 0° 22′ 23″ est   | « PA72000017 » | Inscrit        | 2001             | Château de Saint-Mars                                                     |
| Château de la Chesnaye                                                     | Saint-Mars-de-Locquenay                      | La Chesnaye                                          | 47° 55′ 37″ nord, 0° 29′ 22″ est   | « PA72000006 » | Inscrit        | 1997             | Château de la Chesnaye                                                    |
| Église Saint-Martin                                                        | Saint-Martin-des-Monts                       | Rue de l'église                                      | 48° 08′ 57″ nord, 0° 35′ 45″ est   | « PA72000047 » | Inscrit        | 2015             | Église Saint-Martin                                                       |
| Église Saint-Michel de Saint-Michel-de-Chavaignes                          | Saint-Michel-de-Chavaignes                   | Place de l'Église                                    | 48° 01′ 03″ nord, 0° 34′ 23″ est   | « PA00109950 » | Inscrit        | 1952             | Église Saint-Michel de Saint-Michel-de-Chavaignes                         |
| Maison au cabinet peint                                                    | Saint-Paterne                                | 1 impasse du Maréchal-Leclerc                        | 48° 24′ 09″ nord, 0° 06′ 07″ est   | « PA72000007 » | Inscrit        | 1997             | Image manquante Téléverser                                                |
| Église Saint-Rémy de Saint-Rémy-de-Sillé                                   | Saint-Rémy-de-Sillé                          | Entre 9 et 11 rue de Grasby                          | 48° 11′ 11″ nord, 0° 05′ 35″ ouest | « PA00109958 » | Classé         | 1912             | Église Saint-Rémy de Saint-Rémy-de-Sillé                                  |
| Église Saint-Rémy-et-Saint-Rigomer de Saint-Rémy-du-Val                    | Saint-Rémy-du-Val                            | Place de l'Église                                    | 48° 20′ 59″ nord, 0° 15′ 15″ est   | « PA00109956 » | Classé         | 1911             | Église Saint-Rémy-et-Saint-Rigomer de Saint-Rémy-du-Val                   |
| Logis de Moullins                                                          | Saint-Rémy-du-Val                            | Moullins                                             | 48° 20′ 41″ nord, 0° 13′ 53″ est   | « PA00109957 » | Inscrit        | 1926             | Logis de Moullins                                                         |
| Château de Saint-Rémy-du-Val                                               | Saint-Rémy-du-Val                            | La Barricade                                         | 48° 20′ 59″ nord, 0° 15′ 11″ est   | « PA72000048 » | Inscrit        | 2015             | Château de Saint-Rémy-du-Val                                              |
| Château de Courtilloles                                                    | Saint-Rigomer-des-Bois                       | Courtilloles                                         | 48° 22′ 53″ nord, 0° 09′ 06″ est   | « PA00109959 » | Inscrit        | 1964 2021        | Château de Courtilloles                                                   |
| Château de Sourches                                                        | Saint-Symphorien                             | Sourches                                             | 48° 04′ 54″ nord, 0° 06′ 08″ ouest | « PA00109961 » | Classé Inscrit | 1947 2022        | Château de Sourches                                                       |
| Église Saint-Ulphace de Saint-Ulphace                                      | Saint-Ulphace                                | Place de l'Église                                    | 48° 09′ 33″ nord, 0° 49′ 01″ est   | « PA00109962 » | Classé         | 2003             | Église Saint-Ulphace de Saint-Ulphace                                     |
| Église Saint-Julien de Montrenault                                         | Saosnes                                      | Le Presbytère                                        | 48° 19′ 29″ nord, 0° 18′ 18″ est   | « PA00132774 » | Inscrit        | 1994             | Église Saint-Julien de Montrenault                                        |
| Château de Roche                                                           | Sceaux-sur-Huisne                            | Roche                                                | 48° 05′ 41″ nord, 0° 33′ 25″ est   | « PA00109966 » | Inscrit        | 1984             | Image manquante Téléverser                                                |
| Église Saint-Germain                                                       | Sceaux-sur-Huisne                            | Avenue de Bretagne Avenue du Général-de-Gaulle       | 48° 06′ 19″ nord, 0° 34′ 59″ est   | « PA00109967 » | Inscrit        | 1926             | Église Saint-Germain                                                      |
| Église Notre-Dame de Ségrie                                                | Ségrie                                       | Rue de la Reine-Berthe Rue des Bercons Rue Pierreuse | 48° 11′ 59″ nord, 0° 01′ 31″ est   | « PA00109968 » | Classé         | 1912             | Église Notre-Dame de Ségrie                                               |
| Château de Semur-en-Vallon                                                 | Semur-en-Vallon                              | Le Château                                           | 48° 01′ 32″ nord, 0° 39′ 11″ est   | « PA00109969 » | Inscrit        | 1927             | Château de Semur-en-Vallon                                                |
| Château de Sillé-le-Guillaume                                              | Sillé-le-Guillaume                           | Place des Minimes                                    | 48° 11′ 06″ nord, 0° 07′ 34″ ouest | « PA00109970 » | Classé         | 1889             | Château de Sillé-le-Guillaume                                             |
| Église Notre-Dame de Sillé-le-Guillaume                                    | Sillé-le-Guillaume                           | Rue du Doyenné Rue Alfred-Maret                      | 48° 11′ 04″ nord, 0° 07′ 36″ ouest | « PA00109971 » | Classé         | 1911             | Église Notre-Dame de Sillé-le-Guillaume                                   |
| Château de Passay                                                          | Sillé-le-Philippe                            | Le Château de Passay                                 | 48° 06′ 06″ nord, 0° 22′ 05″ est   | « PA00125654 » | Inscrit        | 1993             | Image manquante Téléverser                                                |
| Prieuré Saint-Martin                                                       | Sougé-le-Ganelon                             | 2 rue de la Fontaine                                 | 48° 19′ 07″ nord, 0° 01′ 49″ ouest | « PA00109973 » | Inscrit        | 1927             | Prieuré Saint-Martin                                                      |
| Église Saint-Martin de Souvigné-sur-Même                                   | Souvigné-sur-Même                            | Rue de la Tannerie                                   | 48° 13′ 10″ nord, 0° 38′ 13″ est   | « PA72000029 » | Inscrit        | 2004             | Image manquante Téléverser                                                |
| Église Saint-Corneille-et-Saint-Cyprien de Tennie                          | Tennie                                       | Place de l'Église                                    | 48° 06′ 27″ nord, 0° 04′ 35″ ouest | « PA00109975 » | Classé         | 1912             | Église Saint-Corneille-et-Saint-Cyprien de Tennie                         |
| Église de l'Assomption de Théligny                                         | Théligny                                     | Place de l'Église                                    | 48° 10′ 31″ nord, 0° 47′ 58″ est   | « PA00109976 » | Inscrit        | 1925             | Église de l'Assomption de Théligny                                        |
| Dolmen de Torcé-en-Vallée                                                  | Torcé-en-Vallée                              | Rue du Dolmen                                        | 48° 08′ 00″ nord, 0° 23′ 27″ est   | « PA00109977 » | Inscrit        | 1969             | Dolmen de Torcé-en-Vallée                                                 |
| Église Notre-Dame de Torcé-en-Vallée                                       | Torcé-en-Vallée                              | Place de l'Église                                    | 48° 08′ 02″ nord, 0° 23′ 46″ est   | « PA00109978 » | Classé         | 2003             | Église Notre-Dame de Torcé-en-Vallée                                      |
| Église Saint-Martin de Tresson                                             | Tresson                                      | Rue du Lavoir Rue des Lilas                          | 47° 54′ 13″ nord, 0° 34′ 30″ est   | « PA00109980 » | Inscrit        | 1969             | Église Saint-Martin de Tresson                                            |
| Château du Tronchet                                                        | Le Tronchet                                  | Le Château                                           | 48° 10′ 54″ nord, 0° 04′ 45″ est   | « PA72000009 » | Inscrit        | 1997             | Château du Tronchet                                                       |
| Château de Chéronne ouvrage d'entrée                                       | Tuffé                                        | Chéronne                                             | 48° 07′ 42″ nord, 0° 30′ 32″ est   | « PA00110011 » | Inscrit        | 1991             | Château de Chéronneouvrage d'entrée                                       |
| Château de Vernie résidence de Scarron                                     | Vernie                                       | Le Château de Vernie                                 | 48° 11′ 07″ nord, 0° 00′ 05″ est   | « PA00109985 » | Classé         | 1978             | Image manquante Téléverser                                                |
| Château de la Cour                                                         | Vezot                                        | La Cour                                              | 48° 21′ 11″ nord, 0° 17′ 31″ est   | « PA00109986 » | Inscrit Classé | 1988 1994        | Château de la Cour                                                        |
| Église Saint-Denis de Vezot                                                | Vezot                                        | V.C. 6 V.C. 4                                        | 48° 21′ 09″ nord, 0° 17′ 29″ est   | « PA00109987 » | Classé         | 1976             | Église Saint-Denis de Vezot                                               |
| Église Saint-Hippolyte de Vivoin                                           | Vivoin                                       | Place de la Mairie                                   | 48° 14′ 02″ nord, 0° 09′ 23″ est   | « PA00109989 » | Classé         | 1840             | Église Saint-Hippolyte de Vivoin                                          |
| Ancienne école de filles de Vivoin porte romane                            | Vivoin                                       | 18 rue de Maresché                                   | 48° 13′ 57″ nord, 0° 09′ 21″ est   | « PA00109988 » | Inscrit        | 1927             | Ancienne école de filles de Vivoinporte romane                            |
| Manoir de Mirebeau                                                         | Vivoin                                       | Mirebeau                                             | 48° 13′ 55″ nord, 0° 08′ 55″ est   | « PA72000011 » | Inscrit        | 1998             | Image manquante Téléverser                                                |
| Prieuré de Vivoin                                                          | Vivoin                                       | Rue de Doucelles                                     | 48° 14′ 04″ nord, 0° 09′ 21″ est   | « PA00109990 » | Inscrit        | 1927             | Prieuré de Vivoin                                                         |